# 米原万里
米原 万里（よねはら まり、女性、1950年4月29日 - 2006年5月25日）は、日本のロシア語同時通訳、エッセイスト、ノンフィクション作家、小説家である。少女期をプラハで過ごす。ロシア語の同時通訳で活躍。また、異文化体験を綴った文筆家としても知られる。
著作には『不実な美女か貞淑な醜女（ブス）か』(1994年)、『魔女の1ダース』(1996年)、『嘘つきアーニャの真っ赤な真実』(2001年)、『オリガ・モリソヴナの反語法』(2002年)などがある。

## 人物
東京都出身。明星学園高等学校を経て、東京外国語大学外国語学部ロシア語学科卒業。東京大学大学院露語露文学修士課程修了。

### 生い立ち
日本共産党常任幹部会委員だった衆議院議員・米原昶の娘として東京都中央区の聖路加病院で生まれる。父方の親類に立憲民主党衆議院議員の有田芳生がいる。
大田区立馬込第三小学校3年生だった1959年（昭和34年）、父が日本共産党代表として各国共産党の理論情報誌 『平和と社会主義の諸問題』編集委員に選任され、編集局のあるチェコスロバキアの首都プラハに赴任することとなり、一家揃って渡欧した。
9歳から14歳まで少女時代の5年間、現地にあるソビエト連邦外務省が直接運営する外国共産党幹部子弟専用の8年制ソビエト大使館付属学校に通い、ロシア語で授業を受けた。
チェコ語による教育ではなくソビエト学校を選択したのは、ロシア語ならば帰国後も続けられるという理由だった。ソビエト学校は、ほぼ50カ国の子供達が通い、教師はソ連本国から派遣され、教科書も本国から送られたものを用いる本格的なカリキュラムを組んでいたという。
クラスの人数は20人を超えると二つに分けるなど、きめ細かい教育だったが、最初の約半年間は、教師や生徒が笑っていても言葉がわからず、「先生の話すことが100パーセント分からない授業に出席し続けるのは地獄」だったと述懐している。
1964年（昭和39年）11月、ソビエト大使館付属学校を第7学年で中退して日本に帰国。1965年1月、大田区立貝塚中学校第2学年編入。日本の試験が○×式あるいは選択式であることにカルチャーショックを受けた。ソビエト学校は全て論述試験だったからである。プラハの春（1968年）が起こったのは日本へ戻った後の、18歳のときだった。

### ロシア語を学ぶ
1966年4月、明星学園高等学校入学、1969年3月に卒業。同年4月、榊原舞踊学園民族舞踊科入学。1971年3月に同校を中退し、同年4月、東京外国語大学外国語学部ロシア語学科に入学、この頃に日本共産党入党。1975年3月に同大を卒業し、同年4月、汐文社に入社。1976年3月、同社を退社し、同年4月、東京大学大学院人文科学研究科露語露文学専攻修士課程に進学。1978年3月、同修士課程修了。
大学院在学中の1985年（昭和60年）、「東大大学院支部伊里一智事件」に連座して党から除籍処分を受けたが、死亡時『しんぶん赤旗』訃報欄には、党歴無記載ではあるが掲載された。後年（2002年5月13日）、逮捕直前の佐藤優に米原は「私は共産党に査問されたことがある。あのときは殺されるんじゃないかとほんとうに怖かったわ。共産党も外務省も組織は一緒よ」と語っている。また、日本共産党から離れた後「今の社会の仕組みや矛盾を説明するのに、カール・マルクスほどぴったりな人はいないわよ。絶対的とは言わないけれど、今読むことのできる思想家の中では、あれほど普遍的に世の中の仕組みや矛盾をきちんと説明できる思想家は他にいない」と度々語っていた。
日ソ学院（現在の東京ロシア語学院）でロシア語講師を務め、また1990年まで文化学院大学部教員としてロシア語を教える。かたわら1978年頃より通訳・翻訳に従事、1980年ロシア語通訳協会の設立に参画し、初代事務局長となる。
TBSのテレビ番組『シベリア大紀行』という番組で、厳寒期の平均気温がマイナス60度になるヤクーツクを取材し、厳冬期のシベリアを一万キロメートルにわたり横断。この経緯をテレビ番組のみならず、児童向けの『マイナス50℃の世界 寒極の生活』（1986年）として著した。

### 通訳として
1983年（昭和58年）頃から第一級の通訳として、ロシア語圏要人の同時通訳などで活躍。特にペレストロイカ以降は、ニュースを中心に旧ソ連・ロシア関係の報道や会議の同時通訳に従事する。
1989年から1990年まで、TBS「宇宙プロジェクト」で通訳グループの中心となり、ソ連側との交渉にあたる。TBSの特別番組『日本人初!宇宙へ』ではロシア語の同時通訳を担当。こうした活躍が同時通訳、ひいては米原の存在を一般に広く知らしめることになった。
1990年1月、ソビエト連邦最高会議のボリス・エリツィン議員（当時）来日にあたって、随行通訳を務める。エリツィンからは「マリ」と呼ばれ、大変可愛がられていた。
1992年（平成4年）には同時通訳による報道の速報性への貢献を評価され、日本女性放送者懇談会賞（SJ賞）受賞。1995年から1997年まで、さらに2003年から2006年の死去まで、ロシア語通訳協会会長を務める。また同時通訳の待遇改善にも尽力した。
1997年（平成9年）4月から翌年3月まで、NHK教育テレビ『ロシア語会話』で講師を務める。

### 作家として
1995年（平成7年）に『不実な美女か貞淑な醜女か』（1994年）で読売文学賞を、1997年（平成9年）に『魔女の1ダース』（1996年）で講談社エッセイ賞をそれぞれ受賞。
1980年代後半以降、東欧の共産主義政権の没落やベルリンの壁崩壊さらにはソビエト連邦の崩壊を通訳業の現場にいて肌で感じ、プラハのソビエト学校時代の友人たちの消息が気になっていた。親しかったギリシア人のリッツァ、ルーマニア人のアーニャ、ボスニア・ヘルツェゴビナのボシュニャク人のヤースナの級友3人を探し歩き、消息を確かめた記録『嘘つきアーニャの真っ赤な真実』（2001年）で大宅壮一ノンフィクション賞を受賞。選考委員の西木正明は、「恐ろしい作品。書き飛ばしているのに、それが弊害になっていない。人間デッサンを一瞬に通り過ぎながら、人物が行間からくっきり立ち上がってくる。嫉妬に駆られるような見事な描写力だ」と評価している。
2003年（平成15年）には、長編小説『オリガ・モリソヴナの反語法』（2002年）で、Bunkamuraドゥマゴ文学賞を受賞。選考委員を務めた池澤夏樹は、若い夢とイノセンスの喪失を語りながら、暗い社会の中、老女オリガ・モリソヴナの躍動感で「子供たちはその光を受けて輝」いていると述べ、「ある天才的な踊り子の数奇な運命を辿ると同時に、ソ連という実に奇妙な国の実態を描く小説であって、この二重性が実におもしろい」と評価した。

### 晩年
晩年は、肉体的にも精神的にも負担の多い同時通訳からは身を引いて作家業に専念した。またTBSのテレビ番組『ブロードキャスター』にコメンテーターとして出演していた。
2003年10月、卵巣嚢腫の診断を受け内視鏡で摘出手術すると、嚢腫と思われたものが卵巣癌であり、転移の疑いがあると診断される。近藤誠の影響を受けていた米原は開腹手術による摘出、抗癌剤投与、放射線治療を拒否し、いわゆる民間療法にて免疫賦活などを行う。1年4か月後には左鼠径部リンパ節への転移が判明し、手術を提案されるが拒否して温熱療法などを試みる。
闘病の経緯は米原の著書『打ちのめされるようなすごい本』に掲載されている。
2006年（平成18年）5月25日に神奈川県鎌倉市の自宅で死去したことが同29日に報道された。56歳没。墓所は浄光明寺。戒名「浄慈院露香妙薫大姉」。死亡時には週刊誌『サンデー毎日』で「発明マニア」を、『週刊文春』で「私の読書日記」を、それぞれ連載中であった。また、生前最後の著作は『必笑小咄のテクニック』（2005年）となった。
死亡後の7月7日には、日本記者クラブにて「米原万里さんを送る会（送る集い）」が行われた。

## エピソード
- 下ネタをこよなく愛することで有名。『徹子の部屋』に出演した際、黒柳徹子が米原の著書『嘘つきアーニャの真っ赤な真実』に出てくる瞳孔に関する有名な下ネタを紹介したため、視聴者に衝撃を与えた。
- その他の趣味は駄洒落、そして犬や猫と暮らすこと。親しい友人のイタリア語同時通訳者の田丸公美子も駄洒落と下ネタが得意で、米原は田丸に自分の渾名「シモネッタ・ドッジ」なる称号を献上、田丸は米原を「え勝手リーナ」（エカテリーナ）と呼んでいた。
- 佐藤優は外務省勤務時代から面識があり、佐藤が逮捕される直前には「組織が人を切る時には本当にひどい。こんなことで人生を降りちゃダメ」と電話で励まし、拘留後は自宅に招くなどして、佐藤が作家へ転身するきっかけをつくったという[8]。佐藤は『文藝春秋』2008年9月特別号において、米原に橋本龍太郎から関係を迫られたと聞いたとする記事を掲載した。米原は橋本が内閣総理大臣在任中のモスクワ外遊時に通訳を務めていた。この記事はのちに『インテリジェンス人間論』にも掲載された[注釈 2]。掲載時に両者とも故人だったためコメントは得られていない。

## 家族
父親は衆議院議員の米原昶。祖父は鳥取県議会議長、貴族院議員、鳥取商工会議所会頭などを務めた米原章三。実妹のユリは作家・戯曲家の井上ひさしの妻である。万里は死亡時まで、井上が会長を務める日本ペンクラブの常務理事であった。いとこに米原正博。

## 受賞歴
- 1992年 1991年度日本女性放送者懇談会賞（SJ賞）[9]
- 1995年 『不実な美女か貞淑な醜女か』で1994年度第46回読売文学賞随筆・紀行賞[10]
- 1997年 『魔女の1ダース』で1997年度第13回講談社エッセイ賞[11]
- 2002年 『嘘つきアーニャの真っ赤な真実』で2002年度第33回大宅壮一ノンフィクション賞[12]
- 2003年 『オリガ・モリソヴナの反語法』で2003年度第13回Bunkamuraドゥマゴ文学賞（池澤夏樹選考委員）[6]

## 著書・関連書籍

### 単独での著書
1. 不実な美女か貞淑な醜女か（-ブスか）
  - 徳間書店 - 1994年9月 ISBN 4-19-860162-3
  - 新潮文庫（新潮社） - 1998年1月 ISBN 4-10-146521-5
2. 魔女の1ダース - 正義と常識に冷や水を浴びせる13章
  - 読売新聞社 - 1996年8月 ISBN 4-643-96055-8
  - 新潮文庫（新潮社） - 2000年1月 ISBN 4-10-146522-3
3. ロシアは今日も荒れ模様
  - 日本経済新聞社出版局 - 1998年2月 ISBN 4-532-16244-0
  - 講談社文庫（講談社） - 2001年2月 ISBN 4-06-273080-4
4. ガセネッタ&シモネッタ（ガセネッタとシモネッタ）
  - 文藝春秋 - 2000年12月 ISBN 4-16-356880-8
  - 文春文庫（文藝春秋） - 2003年6月 ISBN 4-16-767101-8
5. 嘘つきアーニャの真っ赤な真実
  - 角川書店 - 2001年6月 ISBN 4-04-883681-1
  - 角川文庫（角川書店） - 2004年6月 ISBN 4-04-375601-1
6. 真夜中の太陽
  - 中央公論新社 - 2001年8月 ISBN 4-12-003172-1
  - 中公文庫（中央公論新社） - 2004年8月 ISBN 4-12-204407-3
7. ヒトのオスは飼わないの?
  - 講談社 - 2001年11月 ISBN 4-06-209936-5
  - 文春文庫（文藝春秋） - 2005年6月 ISBN 4-16-767103-4
8. 旅行者の朝食
  - 文藝春秋 - 2002年4月 ISBN 4-16-358410-2
  - 文春文庫（文藝春秋） - 2004年10月 ISBN 4-16-767102-6
  - Завтрак туриста（旅行者の朝食　ロシアの缶詰）をはじめ、ハルヴァ、ウォッカ、ちびくろサンボなど食べ物のエッセイ
9. オリガ・モリソヴナの反語法
  - 集英社 - 2002年10月 ISBN 4-08-774572-4
  - 集英社文庫 - 2005年10月 ISBN 4-08-747875-0
10. 真昼の星空
  - 中央公論新社 - 2003年10月 ISBN 4-12-003450-X
  - 中公文庫（中央公論新社） - 2005年1月 ISBN 4-12-204470-7
11. パンツの面目ふんどしの沽券（-こけん）
  - 筑摩書房 - 2005年7月 ISBN 4-480-81639-9
  - ちくま文庫 - 2008年4月 ISBN 978-4-480-42422-8
12. 必笑小咄のテクニック（ひっしょうこばなし-）
  - 集英社新書 - 2005年12月 ISBN 4-08-720323-9
13. 他諺の空似 - ことわざ人類学（たげんのそらに-）
  - 光文社 - 2006年8月 ISBN 978-4-334-97504-3 ISBN 4-334-97504-6
  - 光文社文庫 - 2009年5月
  - 中公文庫（中央公論新社） - 2016年5月
14. 打ちのめされるようなすごい本
  - 文藝春秋 - 2006年10月 ISBN 978-4-16-368400-0 ISBN 4-16-368400-X
  - 文春文庫（文藝春秋） - 2009年5月 ISBN 978-4-16-767104-4
  - 書評集
15. 発明マニア
  - 毎日新聞社 - 2007年3月 ISBN 978-4-620-31805-9 ISBN 4-620-31805-1
  - 文春文庫（文藝春秋） - 2010年8月 ISBN 978-4-16-767106-8
  - 『サンデー毎日』連載「発明マニア」を書籍化
16. 終生ヒトのオスは飼わず（しゅうせい-） 
  - 文藝春秋 - 2007年5月 ISBN 978-4-16-368820-6 ISBN 4-16-368820-X
  - 文春文庫（文藝春秋） - 2010年3月 ISBN 978-4-16-767105-1
17. 米原万里の「愛の法則」
  - 集英社新書 - 2007年8月 ISBN 978-4-08-720406-3
  - 講演の記録をまとめたもの
18. 心臓に毛が生えている理由（-わけ）
  - 角川学芸出版 - 2008年5月 ISBN 978-4-04-621155-2
  - 角川文庫（角川書店） - 2011年4月 ISBN 978-4-04-394436-1
19. 米原万里ベストエッセイ 1・2
  - 角川文庫（角川書店） - 2016年4月・6月
  - 初のベスト集
20. 偉くない「私」が一番自由
  - 文春文庫（文藝春秋） - 2016年4月 ISBN 978-4-16-790598-9
  - 佐藤優による編・解説
21. 人と物6『米原万里』
  - MUJI BOOKS文庫（無印良品） - 2017年12月 ISBN 978-4-909098-05-4
  - エッセイ8編の他、初公開の「くらしの形見」を収録

### 共同での著書・対談など
- 言葉を育てる 米原万里対談集
  - ちくま文庫 - 2008年9月 ISBN 978-4-480-42470-9
- マイナス50℃の世界 - 寒極の生活
  - 米原万里・文、関口たか広・え、毎日小学生新聞・編
  - 知る知るシリーズ 現代書館 - 1986年7月 ISBN 4-7684-7736-4
- マイナス50℃の世界
  - 米原万里・著、山本皓一・写真
  - 清流出版 - 2007年1月 125p ISBN 978-4-86029-189-1 ISBN 4-86029-189-1 （上掲同題書を改稿、写真追加）
  - 角川文庫（角川学芸出版）- 2012年1月（清流出版刊書を再構成のうえ、文庫化）
- 日本の名随筆 別巻66 方言
  - 作品社 - 1996年8月 ISBN 4-87893-886-2
    - 「方言まで訳すか、訛りまで訳すか」を収録
- 司馬サンの大阪弁 - '97年版ベスト・エッセイ集
  - 日本エッセイストクラブ・編
  - 文藝春秋 - 1997年7月 ISBN 4-16-353140-8
  - 文春文庫（文藝春秋） - 2000年9月 ISBN 4-16-743415-6
    - 「音楽の音を言葉で表す達人」を収録
- 木炭日和 - '99年版ベスト・エッセイ集
  - 日本エッセイストクラブ・編
  - 文藝春秋 - 1999年7月 ISBN 416355520X
  - 文春文庫（文藝春秋） - 2002年7月 ISBN 4167434172
    - 「漢字かな混じり文は日本の宝」を収録
- 私たちが生きた20世紀 - 下
  - 文藝春秋・編
  - 文春文庫（文藝春秋） - 2000年10月 ISBN 4-16-721774-0
    - 「夢を描いて駆け抜けた祖父と父」を収録
- 二十一世紀に希望を持つための読書案内
  - 筑摩書房編集部・編
  - ちくまプリマーブックス 141 筑摩書房 - 2000年12月 ISBN 4-480-04241-5
- 17歳のための読書案内
  - 筑摩書房編集部・編
  - ちくま文庫 ち10-1 筑摩書房 - 2007年5月 ISBN 978-4-480-42332-0
    - 「本気で惚れた相手を口説くのは難しい」を収録
- 酒は老人のミルクである - 玉村サロン絶好調!
  - 玉村豊男・編
  - 酒文ライブラリー TaKaRa酒生活文化研究所・発行、世界文化社・発売 - 2001年4月 ISBN 4418012060
    - 対談「愛すべきロシア蒸留社会の真実」を収録
- 母のキャラメル - 2001年版ベスト・エッセイ集
  - 日本エッセイストクラブ・編
  - 文藝春秋 - 2001年7月 ISBN 416357610X
  - 文春文庫（文藝春秋） - 2004年7月 ISBN 4167434199
    - 「愛の代用品」を収録
- 読書のたのしみ
  - 岩波文庫編集部・編
  - 岩波文庫 別冊15 岩波書店 - 2002年8月 ISBN 4003500199
    - 「最も苦痛の少ない外国語学習法」を収録
- 話せばわかる! - 養老孟司対談集 身体がものをいう
  - 養老孟司・著
  - 清流出版 - 2003年9月 ISBN 4-86029-050-X
    - 対談「論理の耳に羅列の目」を収録
- ああ、恥ずかし
  - 阿川佐和子・ほか・著
  - 新潮文庫（新潮社） - 2003年10月 ISBN 4101201218
    - 「自分の舌が恐くなる」を収録
- 君今この寂しい夜に目覚めている灯よ - 佐高信対談集
  - 佐高信・編著
  - 七つ森書館 - 2003年12月 ISBN 4-8228-0372-4
    - 対談「国から離れて生きるのが賢い」を収録
- 座談会昭和文学史 第4巻
  - 井上ひさし・小森陽一・編著
  - 集英社 - 2003年12月 ISBN 4-08-774650-X
    - 「小林秀雄 - その伝説と魔力（米原万里・山城むつみ・井上ひさし・小森陽一）」を収録
- それでも私は戦争に反対します。
  - 日本ペンクラブ・編
  - 平凡社 - 2004年3月 ISBN 458270509X
    - 「バグダッドの靴磨き」を収録
- わたし、猫語がわかるのよ
  - 日本ペンクラブ・編
  - 光文社 - 2004年5月 ISBN 4334974465
    - 「白ネクタイのノワ」を収録
- 小説50 - あなたへの「著者からのメッセージ」
  - 森恵子・高橋誠・著
  - 生活情報センター・発行 - 2005年5月 ISBN 4-86126-188-0
    - 『オリガ・モリソヴナの反語法』についてのインタビューを収録
- 父と娘の肖像
  - 江川紹子・著
  - 小学館文庫 （小学館） - 2006年3月 ISBN 4-09-405533-9
    - 「大好きな父のあの言葉」を収録
- 懐かしい日々の対話 -- 多田富雄対談集
  - 多田富雄・著
  - 大和書房 - 2006年11月 ISBN 4-479-39152-5
    - 対談「脳はウソをつくようにできている」を収録
- あの日、あの味 - 「食の記憶」でたどる昭和史
  - 月刊『望星』編集部・編
  - 東海教育研究所・発行、東海大学出版会・発売 - 2007年3月 ISBN 9784486031932 ISBN 4-486-03193-8
    - 「冷凍白身魚の鉋屑」を収録
- テレビニュースは終わらない
  - 金平茂紀・著
  - 集英社新書 0400B（集英社） - 2007年7月 ISBN 978-4-08-720400-1
    - 対談「イラク邦人人質事件で露呈したもの」を収録

### 訳書
- わたしの外国語学習法 - 独学で外国語を身につけようとしている人々のために
  - ロンブ・カトー Lomb Kató 著
  - 創樹社（港区） - 1981年9月 ISBN 4-7943-0159-6
  - ちくま学芸文庫 ロ3-1（筑摩書房） - 2002年2月 ISBN 4-480-08543-2

### その他
- 希人よ もっと激しく、もっと自由に（まれびとよ-）
  - 共同通信社会部・著
  - 四谷ラウンド - 2000年8月 ISBN 4946515550
    - 「ロシア語通訳・米原万里」を収録
- 叔母の陰謀
  - 2004年9月14日付 読売新聞（大阪本社）に掲載
  - 短編小説
- センセイの書斎 - イラストルポ「本」のある仕事場
  - 内澤旬子・著
  - 幻戯書房 - 2006年5月 ISBN 4-901998-16-1
    - 31か所の仕事場紹介のうち、米原万里（作家・同時通訳者）「ファイルと箱の情報整理術」
- 一字一会 - いま、何か一つだけ、字を書くとしたら?
  - 株式会社金曜日 - 2006年7月 ISBN 4-906605-15-X
    - 『週刊金曜日』連載の単行本化。100人の執筆者中、書き下ろしで、米原万里（作家・エッセイスト）

### 回想・作家論集
- ユリイカ－特集 米原万里、2009年1月号。青土社
  - 目次[13]
  - ネクラーソフ・最後の詩集　『終焉の歌』 を中心とする抒情詩群（１）
  - 罵り言葉考
  - 私とロシア、そして文読む月日－米原万里×沼野充義 対談
  - マーリ・イターロヴナ・ヨネハラの写真帖
  - 米原万里略年譜
  - ISBN 978-4-7917-0188-9、ASIN 4791701887
- 米原万里、そしてロシア
  - 伊藤玄二郎編、かまくら春秋社、2009年4月
    - 対談　米原万里とロシア（亀山郁夫・小林和男）
    - 回想の米原万里（建築家になる夢（井上ユリ）ほか
    - 執筆者は、川端香男里ら全16名
- 米原万里を語る
  - 井上ユリ・小森陽一編、かもがわ出版、2009年5月
  - 執筆者は他に井上ひさし、吉岡忍、金平茂紀の全5名
- 姉・米原万里　思い出は食欲と共に
  - 井上ユリ著、文藝春秋 - 2016年5月 ISBN 4163904549
- 姉・米原万里
  - 井上ユリ著、文春文庫（文藝春秋） - 2019年1月 ISBN 978-4167912154
    - 回想録、秘蔵写真を多数収録
- 米原万里　真夜中の太陽は輝き続ける
  - 河出書房新社〈文藝別冊 夢ムック〉、2017年8月
    - 沼野充義、亀山郁夫、斎藤美奈子、井上ユリほか

## 著書の他言語版
- 프라하의 소녀시대 （『プラハの少女時代』、原本著書題名は『嘘つきアーニャの真っ赤な真実』）
  - 요네하라 마리（米原万里）・著 이현진・訳
  - 마음산책・刊 - 2006年11月 ISBN 9788989351993 ISBN 8989351995
- 마녀의 한 다스 （『魔女の1ダース』）
  - 요네하라 마리（米原万里）・著 이현진・訳
  - 마음산책・刊 - 2007年3月 ISBN 9788960900080
- 속담인류학 -- 속담으로 풀어 본 지구촌 365일 （『ことわざ人類学 - ことわざで読み解く地球の365日』、原本著書題名は『他諺の空似 - ことわざ人類学』）
  - 요네하라 마리（米原万里）・著 이현진・訳
  - 중앙일보시사미디어・이코노미스트（中央日報時事メディア社・週刊『エコノミスト』誌編集部）・刊 - 2007年7月 ISBN 9788992390101
- 팬티 인문학 （『パンツ人文学』、原本著書題名は『パンツの面目ふんどしの沽券』）
  - 요네하라 마리（米原万里）・著 노재명・訳
  - 마음산책・刊 - 2010年10月 ISBN 9788960900851
- 米原萬里的口譯現場（『米原万里の通訳現場』、原本著書題名は『不実な美女か貞淑な醜女(ブス)か』）
  - 米原萬里（米原万里）・著 張明敏・訳
  - 大家出版・刊 - 2016年4月 ISBN 9789869274197
- 旅行者的早餐（『旅行者の朝食』）
  - 米原万里・著 王遵艶・訳
  - 南海出版公司・刊 - 2017年3月 ISBN 9787544286091
- 米原万里（人と物6『米原万里』）
  - 米原万里・著 王玥・訳
  - 新星出版社・刊 2018年12月 ISBN 9787513331081

## テレビ番組
- 世界・わが心の旅 - プラハ 4つの国の同級生 （NHK衛星第2、1996年2月3日放送、2006年6月13日再放送）
旅人・ロシア語同時通訳者 米原万里、語り・加藤武
テーマ音楽・立原摂子、撮影・三石陽一、音声・黒木禎二、編集・中村幸弘、音響効果・片野正美、取材 - オリビア・ベルキアヌ、マルティン・バティカーシュ、ドラガン・ミレンコビッチ、山本充広、構成・長澤智美、プロデューサー・大森裕子、制作統括 - 宮下弘、平賀徹男、共同制作 - NHKエンタープライズ21、テレビマンユニオン、制作・著作 - NHK
- ゆるナビ - ゆるやかナビゲーション 第18回 （NHK総合、2006年9月20日放送）
忘れられない女性たち「さようならの風景」〜 作家・ロシア語通訳 米原万里
番組内のひとつのコーナーとして、しまおまほが鎌倉の自宅などを紹介。